# Stanisław Mierzwa

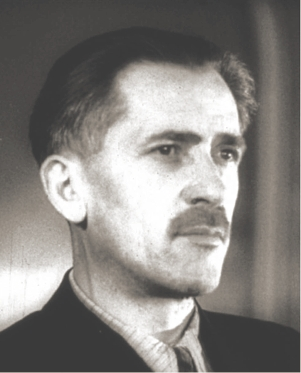
Stanisław Mierzwa

Stanisław Mierzwa (* 27. Januar 1905 in Biskupice Radłowskie, Polen; † 10. Oktober 1985 in Krakau) war ein polnischer Anwalt und Aktivist der Polnischen Volkspartei (PSL).

## Leben

### Ausbildung
Mierzwa stammte aus einer Bauernfamilie. Nach dem Besuch einer Zweiklassenschule in Biskupice wechselte Mierzwa 1916 an die vierklassige deutschsprachige Schule in Żabno.
Diese Schule beendete er nach zwei Jahren mit dem Abschlussexamen. 1918 setzte er seine Ausbildung am Jan-Amor-Tarnowski-Gymnasium in Tarnów fort und machte dort 1926 das Abitur. Dann trat er in das Priesterseminar von Tarnów ein. Nach zwei Jahren wurde er schwer krank und verließ das Priesterseminar. Im Herbst 1929 begann er an der Jagiellonen-Universität in Krakau ein Jura-Studium, das er 1934 mit dem Titel eines Magisters des Rechts abschloss.

### Gesellschaftliches Engagement bis 1945
In Krakau trat Mierzwa dem Związek Młodzieży Wiejskiej RP (ZMW RP, „Wici”, „Znicz”) bei.
Noch während seines Studiums wurde er Mitglied der Polnischen Volkspartei (Stronnictwo Ludowe, SL). 1933 erhielt er seine erste zweimonatige Haftstrafe von zwei Monaten wegen „regierungsfeindlicher Aktivitäten“.
1933 wurde Mierzwa in den Obersten Rates des SL gewählt. Von 1934 bis 1935 war er Vizepräsident des SL in Krakau. Seit 1935 war er Sekretär des SL-Regionalrats für Kleinpolen und Schlesien. 1937 wurde er in das Oberste Exekutivkomitee des SL (Naczelny Komitet Wykonawczy, NKW SL) gewählt.
Von 1940 bis 1944 war er Mitglied der Regionalen Führung der Volksbewegung und Mitglied des Krakauer Parteikomitees. Ab November 1944 war er Mitglied der zentralen Führung der Volksbewegung und Mitglied des Rates der Nationalen Einheit. Während dieser ganzen Zeit unterhielt Mierzwa engen Kontakt mit Wincenty Witos.
Alle diese Jahre war Wincenty Witos Vorsitzender oder Führungsmitglied der SL. Wincenty Witos führte die Regierung Polens, bis er im 1926 Maiputsch von Marschall Józef Piłsudski gestürzt wurde. 1930 wurde Witos von Piłsudski für anderthalb Jahre inhaftiert. Danach ging er von 1933 bis 1939 in der Emigration in die Tschechoslowakei. Zurück in Polen wurde Witos 1939 durch die deutsche Besatzungsmacht inhaftiert. Ab 1941 wurde er freigelassen, aber unter Hausarrest gestellt, da er nicht bereit war, mit den deutschen Faschisten zu kooperieren.

### Prozess der Sechzehn
Auf der Konferenz von Jalta im Februar 1945 wurde beschlossen, die stalintreue Provisorische Polnische Regierung durch eine „Regierung der Nationalen Einheit“ zu ersetzen, die auf eine „Abhaltung freier Wahlen auf der Grundlage des allgemeinen Wahlrechts und geheimer Abstimmung“ verpflichtet werden sollte. Diese Regierung sollte auf eine breitere Grundlage gestellt werden und vor allem demokratische Führungskräfte aus dem Kreis der polnischen Exilregierung aufnehmen.
Im März 1945 war Mierzwa Mitglied einer Delegation der Polnischen Volkspartei (SL), die Verhandlungen mit den Sowjets über die Bildung einer „Regierung der Nationalen Einheit“ führen sollte.
Weitere Delgationsteilnehmer waren Kazimierz Bagiński und Adam Bień.
Wincenty Witos, der in Piotrków Trybunalski lebte, wusste von diesem Unternehmen und war damit einverstanden. Auch die drei anderen Parteien (Polnische Sozialistische Partei, Nationale Partei (SN), Partei der Arbeit (SP)) stellten Delegierte für solche Verhandlungen auf.
Stalin hatte jedoch kein Interesse an einer Beteiligung anderer Parteien an der polnischen Regierung. Er hatte vielmehr den Plan, die gesamte polnische politische Führung, die nicht stalintreu war, zu beseitigen. Diesen Plan setzte er in der Folge sehr geschickt um.
Am 18. und 20. März 1945 verhandelten die Delegierten von SL, SP und SN, darunter Mierzwa, in einer Villa in Pruszków bei Warschau mit einem sowjetischen Oberst Pimienow. Bei diesen Treffen wurden sie so freundlich und zuvorkommend von den Sowjets behandelt, dass bei ihnen eine optimistische Stimmung entstand. Das führte dazu, dass sie die eigentlichen Führungskräfte der Untergrundregierung, Leopold Okulicki, Jan Stanisław Jankowski und Kazimierz Pużak, dazu überredeten, an den Verhandlungen teilzunehmen. Diese vermuteten eine Falle der Sowjets, gaben aber schließlich nach.
Am 27. und 28. März 1945 erschienen die 16 polnischen Delegierten zu den Verhandlungen. Sie wurden alle von den Sowjets entführt, mit dem Flugzeug nach Moskau gebracht und dort im NKWD-Gefängnis Lubjanka eingekerkert. Im Prozess der Sechzehn wurden sie am 21. Juni 1945 zu Gefängnisstrafen verurteilt. Mierzwa erhielt 4 Monate Gefängnis und kehrte im August 1945 nach Polen zurück.

### Gesellschaftliches Engagement ab 1945
Nach seiner Freilassung im August 1945 begann Mierzwa in der von Stanisław Mikołajczyk organisierten Polnischen Volkspartei (PSL) zu arbeiten. Auf dem Kreistag der Delegierten des PSL in Krakau wurde er im September 1945 zum Sekretär des Kreistages gewählt. Als Wincenty Witos 1945 in Krakau starb, war Mierzwa Hauptorganisator der Beerdigung.
1946 wurde er zum Mitglied des Obersten Exekutivkomitees des PSL (Naczelny Komitet Wykonawczy, NKW PSL) gewählt. Von 1945 bis 1947 war er Mitglied des Krakauer Nationalrates (Wojewódzka Rada Narodowa, WRN). Da er nicht bereit war, mit den Kommunisten zusammenzuarbeiten und auch nicht bereit war, in den Westen zu gehen, wurde Mierzwa 1946 von einem Militärgericht zu 10 Jahren Haft verurteilt. Nachdem er 1954 freigelassen wurde, arbeitete er als Rechtsberater und als Anwalt.
Mierzwa unterstützte viele Bemühungen, um das Gedenken an Wincenty Witos lebendig zu halten. Er gründete das Wincenty Witos Museums in Wierzchosławice und setzte sich für den Bau des Denkmals für Wincenty Witos in Warschau ein.

## Anerkennung
Am 100. Jahrestag der Wiedererlangung der Unabhängigkeit Polens verlieh ihm der Präsident der Republik Polen, Andrzej Duda, posthum den Orden des Weißen Adlers.